# Lincoln Versailles
Der Lincoln Versailles ist ein von 1977 bis 1980 von dem amerikanischen Automobilhersteller Ford produziertes PKW-Modell, das unter der Markenbezeichnung Lincoln vertrieben wurde. Er war eine Reaktion des Ford-Konzerns auf den Erfolg des Cadillac Seville. Der Versailles war im gleichen Marktsegment positioniert, war aber weit weniger erfolgreich als sein Konkurrent von General Motors.

## Entstehungsgeschichte
Die Erste Ölkrise führte Mitte der 1970er Jahre in den USA zu einem gesteigerten Interesse an kleineren, aber gut ausgestatteten Fahrzeugen. Nachdem zunächst einige Importfahrzeuge wie der Mercedes-Benz „Strich Acht“, die S-Klasse oder der Volvo 164 den Markt weitgehend allein bedient hatten, trat ab 1975 mit dem Cadillac Seville erstmals eine einheimische Konstruktion in diesem Segment an. Der Seville war nach amerikanischem Verständnis ein kompaktes Fahrzeug. Die erste, vom Chevrolet Nova abgeleitete Generation dieses Modells war am Markt sehr erfolgreich. Die zum Ford-Konzern gehörende Konkurrenzmarke Lincoln konnte dem Seville zunächst nichts entgegensetzen. Die Ford-Manager erkannten allerdings das Potential dieser Marktnische. Anfang 1976 fiel die Entscheidung, ein markeneigenes Fahrzeug gegen den Seville antreten zu lassen.

## Modellbeschreibung

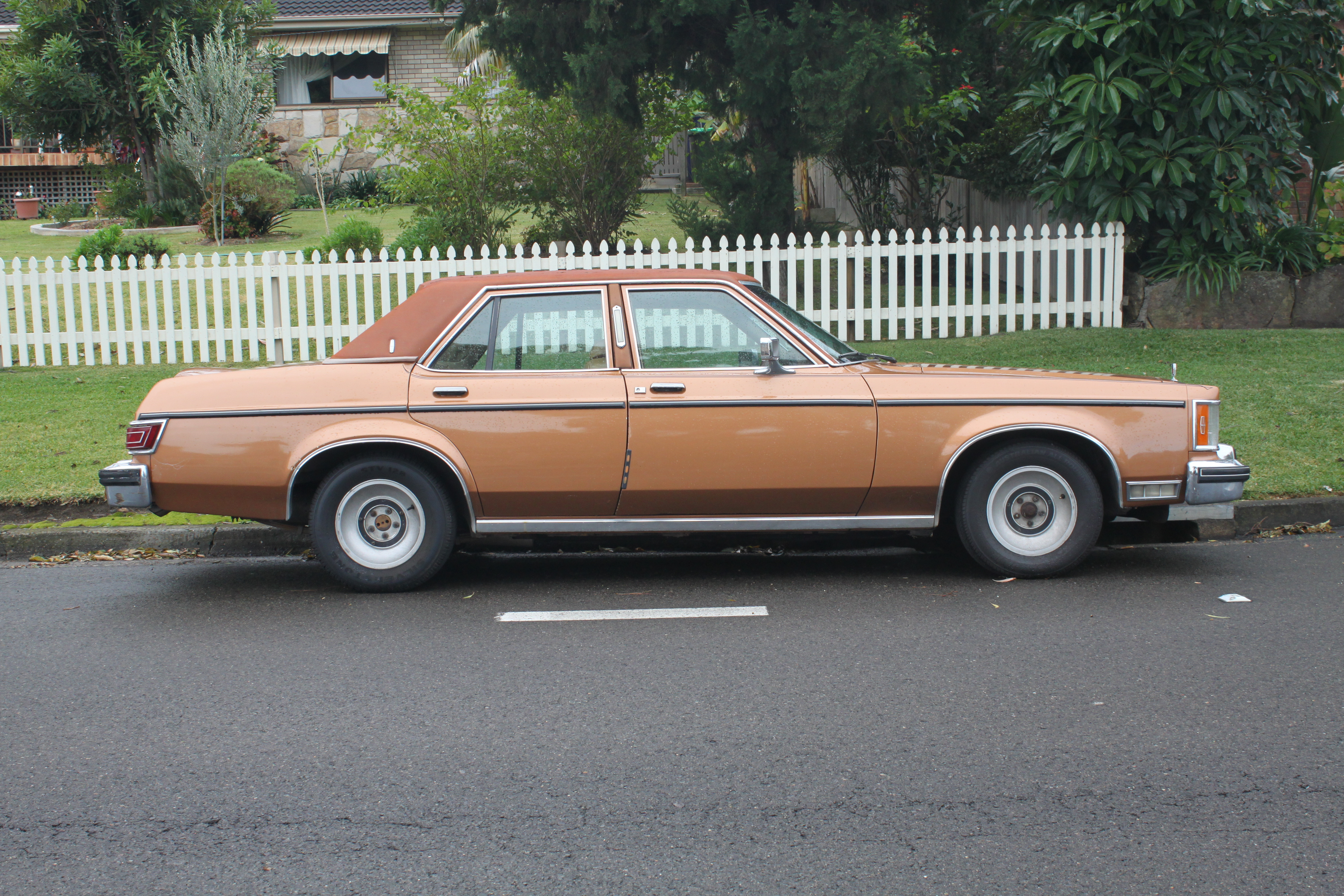
Erste Serie des Lincoln Versailles

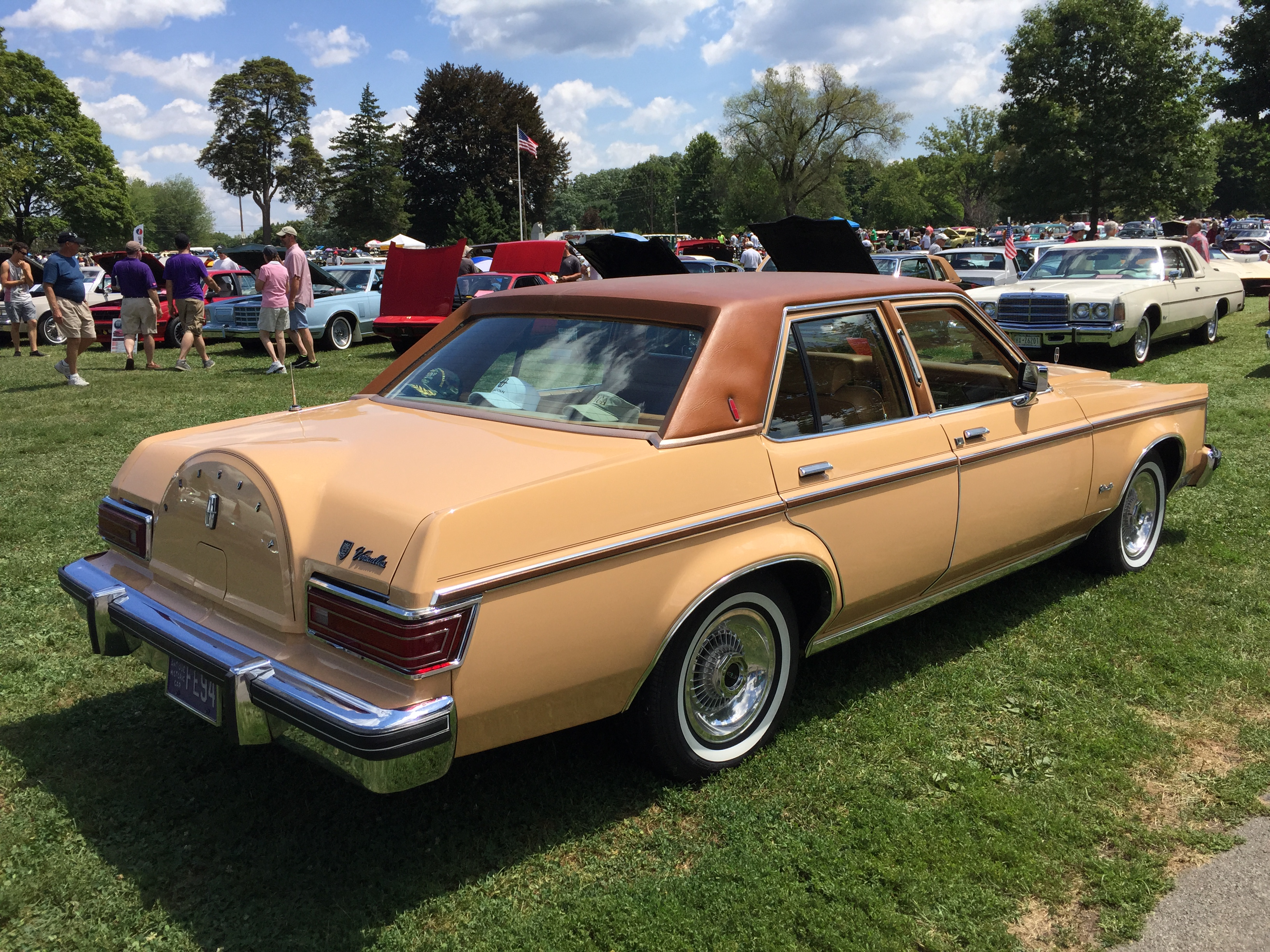
Gewölbte Kofferraumklappe

Aus Zeitgründen und um das finanzielle Risiko in Grenzen zu halten, wurde kein komplett neues Fahrzeug entwickelt; vielmehr basierte der Versailles auf dem eineinhalb Jahre zuvor eingeführten Mittelklassemodell Ford Granada und dessen baugleicher Luxusversion Mercury Monarch. Anders als der Cadillac Seville, der eine eigenständige Karosserie hatte, übernahm Ford für den Lincoln Versailles den Aufbau des Ford Granada: Fahrgastzelle, Türen und Verglasung beider Modelle waren gleich. Nur die Front- und die Heckpartie waren anders gestaltet. Vorgabe für die Designer war es, den kleinen Lincoln wie einen Continental – seinerzeit das Full-Size-Modell der Marke – aussehen zu lassen. Dementsprechend bot der Versailles einige Lincoln-typische Designelemente. Das galt vor allem für den Kühlergrill und den Kofferraumdeckel, der eine simulierte Reserveradabdeckung enthielt, die an eine Gestaltungstradition der Lincoln Mark Series anknüpfte. An der Frontpartie trug der Versailles vier eckige Halogenscheinwerfer mit darunter liegenden Einheiten für Blinker und Standlicht. Anders als bei den großen Lincoln-Modellen waren sie im Ruhezustand nicht hinter Klappen verborgen.
Ungeachtet dieser stilistischen Änderungen war die Ford-Verwandtschaft deutlich zu erkennen. Die Ausstattung war beim hohen Preis von 11.500 USD entsprechend umfangreich. Unter anderem waren ein üppig gepolstertes Vinyldach, geschmiedete Aluminiumräder, Metalliclackierung, lederbezogenes Armaturenbrett, Cartier-Uhr und ein Stereoradio inbegriffen. Den Antrieb übernahmen ein 5,8-Liter-V8 mit Doppelvergaser und eine Dreigangautomatik. Das Fahrwerk war mit hinterer Starrachse eher simpel gehalten. Großen Wert legte das Werk auf umfangreiche Maßnahmen, mit denen man eine hohe Verarbeitungsqualität sicherzustellen trachtete.
1978 wich der 5,8-Liter-V8 einem etwas sparsameren, aber deutlich schwächeren 5,0-Liter-V8 (133 PS; erster US-Motor mit elektronischem Motormanagement), dazu gab es Änderungen an der Farbpalette und auf Wunsch neue Speichenradkappen.

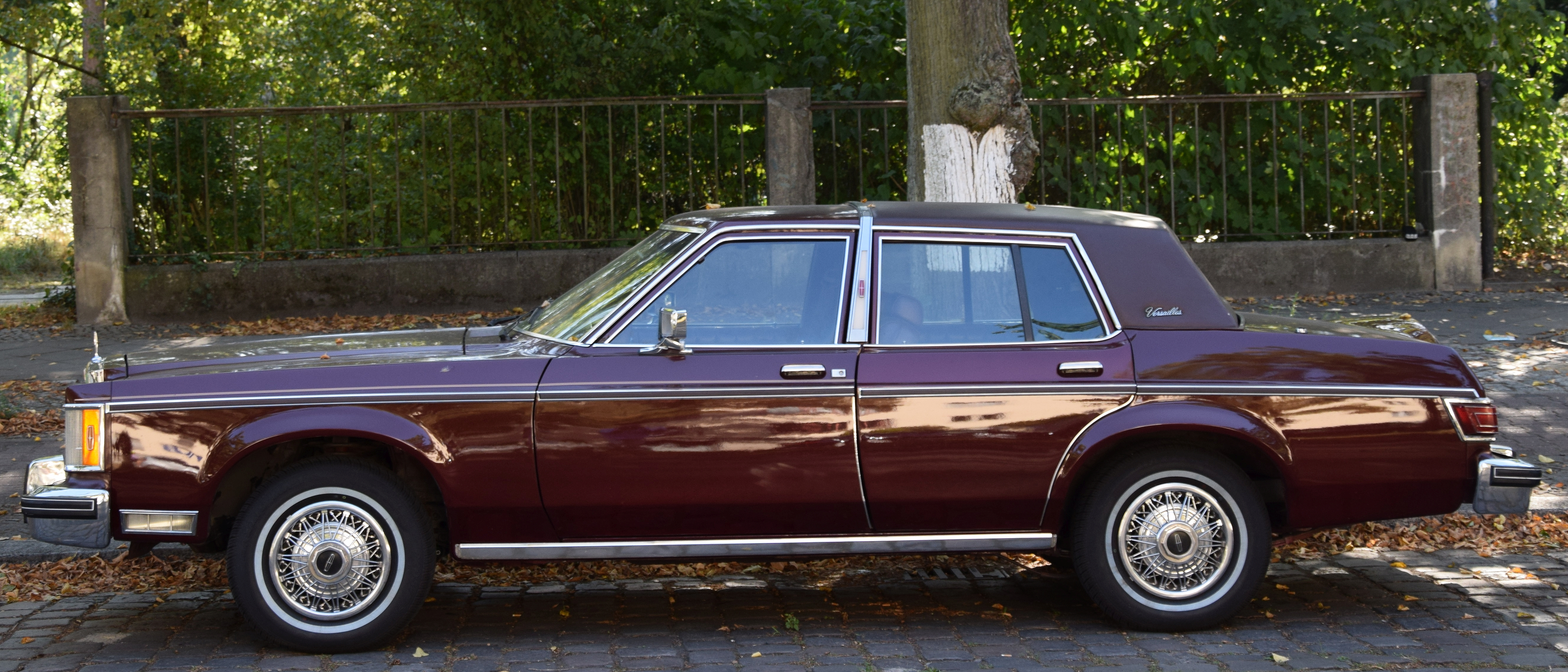
Mit neu gestalteter C-Säule: Die zweite Generation des Versailles

Im Jahr 1979 wurden weitere Änderungen vorgenommen. Ein überarbeitetes, 20 cm längeres Dach mit breiterer, steiler stehender C-Säule vergrößerte die optische Distanz zum Granada. Als erstes Auto in den USA erhielt der Versailles serienmäßige Halogenscheinwerfer.
Ein neuer Anlasser und ein verbesserter Wagenheber kennzeichneten das letzte Modelljahr (1980) des Versailles. Dazu kamen fünf neue Farben für die Karosserie und drei neue Farbtöne für das Vinyldach.

## Produktion und Produktionsumfang
Der Lincoln Versailles wurde wie der Ford Granada und der Mercury Monarch in Fords Wayne Stamping and Assembly Plant in Wayne, Michigan, hergestellt. In vier Jahren entstanden 50.156 Exemplare. Die Produktion verteilt sich wie folgt:
- 1977: 15.434
- 1978: 8.931
- 1979: 21.007
- 1980: 4.784

## Bedeutung
Trotz guter Kritiken der Fachpresse war der Lincoln Versailles nicht erfolgreich, da die Kunden durch seine allzu deutliche Verwandtschaft zum amerikanischen Ford Granada und dessen Schwestermodell Mercury Monarch abgeschreckt wurden. Ein Kritikpunkt war, dass das Interieur genauso minderwertig war wie im ursprünglichen Ford-Modell. Der Versailles gilt als typischer Vertreter der amerikanischen Malaise Era. Er wird vielfach als „Blender“ wahrgenommen: „Man kann ein paar Leute für eine kurze Zeit hinters Licht führen. Lincoln gelang das mit dem Versailles nur bei sehr wenigen.“

## Nachfolger

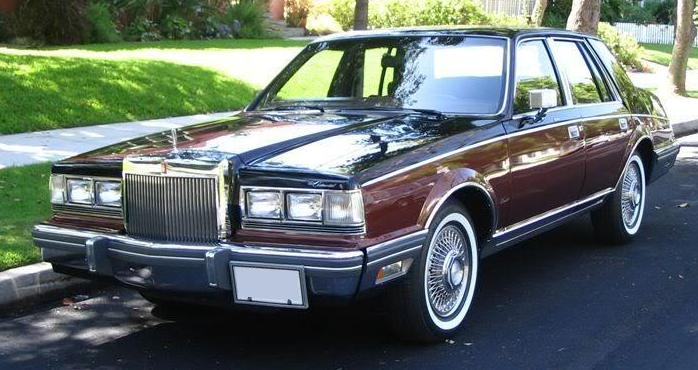
Nachfolger des Versailles: Lincoln Continental

Seit den späten 1970er-Jahren entwickelte Ford einen technisch eigenständigen Nachfolger für den Versailles. Einige frühe Designkonzepte hatten Klappscheinwerfer und auffällig modellierte Kühlereinfassungen. Diese Projekte wurden aus finanziellen Gründen aufgegeben. Nachfolger des Versailles war stattdessen der zum Modelljahr 1982 vorgestellte Continental, bei dem es sich – anders als bei den früheren Modellen gleichen Namens – nicht um eine Full-Size-Limousine handelte, sondern um einen nach amerikanischen Maßstäben kompakten Viertürer. Obwohl der neue Continental wiederum eng mit einem Ford-Modell verwandt war, hatte er eine gänzlich eigenständige Karosserie, die der seinerzeitigen Mode des Hooper-Hecks folgte.